# Acrossocheilus kreyenbergii
Acrossocheilus kreyenbergii är en fiskart som först beskrevs av Regan, 1908.  Acrossocheilus kreyenbergii ingår i släktet Acrossocheilus och familjen karpfiskar. IUCN kategoriserar arten globalt som otillräckligt studerad. Inga underarter finns listade i Catalogue of Life.